# Париан

Исторический памятник в городе на месте бывшего Париана, Ливасанг Бонифасио, 2002 г.

Париан или Пантин, а также Париан-де-Арросерос был районом, примыкающим к Интрамуросу, построенным для размещения китайских купцов (Сангли) в Маниле в XVI и XVII веках во время испанской оккупации Филиппин. Место дало свое название воротам, соединяющим его с Интрамуросом (где находилась большая часть испанского колониального и административного правительства), Пуэрта-дель-Париан.

## История
Париан быстро стал коммерческим центром Манилы. В общине было более сотни магазинов, включая китайский рынок шелка, небольшие магазины портных, сапожников, художников, пекарей, кондитеров, свечников, серебрянников, аптекарей и других торговцев.
Местонахождение Париана время от времени менялось и сохранялось до 1790 года, когда его снесли, чтобы освободить место для новых укреплений на северной стороне Интрамуроса.  Первый Париан стоял на месте современного лесопарка Арросерос на берегу реки Пасиг. Второй Париан был построен в 1583 году после того, как сгорел первый Париан. Первоначальное место теперь называется Ливасанг Бонифасио (ранее Plaza Lawton). Позже китайская община переехала в другие районы Манилы к северу от реки, включая Бинондо, Санта-Крус и Тондо. Предпоследний Париан имел восьмиугольную форму и также располагался на берегу реки Пасиг.  Наконец, Бинондо стал известен как китайский квартал Манилы.

## Название
Название «Parián» или «padian» произошло от тагальского глагола «pariyán» / «padiyán», похожего на «puntahan» , что означает «идти (в определенное место)», где « pa- » (нареч . префикс) + «диян» («там» [рядом со слушателем, но далеко от говорящего]). Между тем, "de" по-испански означает "из". Наконец, «Арросерос» — это форма множественного числа, образованная от испанского слова «фермеры, выращивающие рис», где «arroz» («рис») + «-ero» (профессиональный суффикс). Название предполагает происхождение как место встречи местных рисоводов вокруг Манилы, прежде чем вскоре стать торговым центром китайских купцов. «Пантин» может быть получен из хоккиена 板頂; пэвэдзи pan-tíng; букв. «наверху», возможно, имея в виду жилые помещения наверху в структуре магазинов, в которых традиционно жили многие китайские (сангли) торговцы.

## Современные структуры

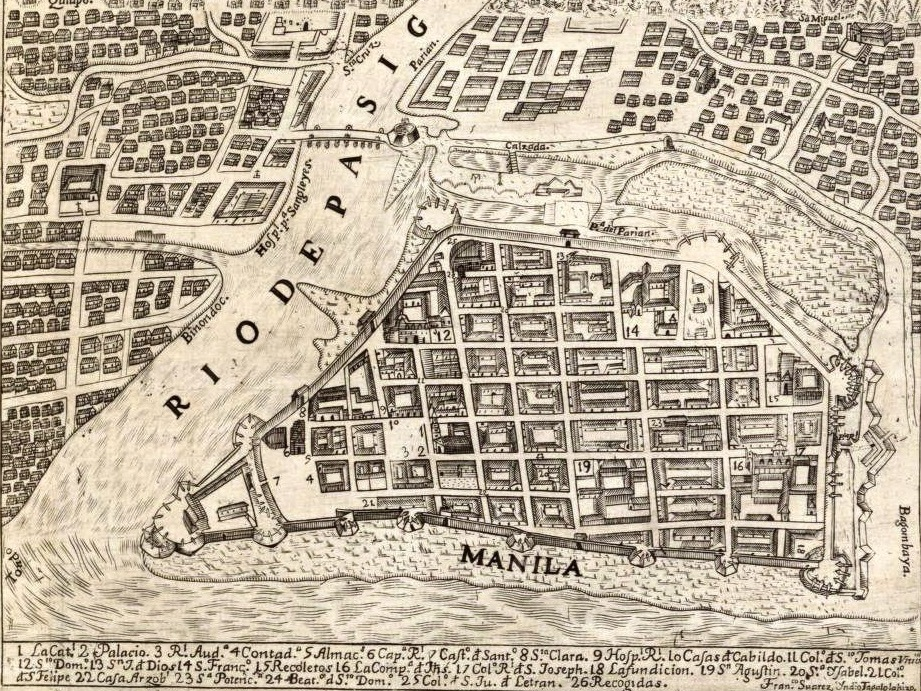
Манила (1734 г.), изображенная на карте Веларде. Париан показан выше.

Современные территории Ливасанг Бонифасио и лесопарка Арросерос в районе Эрмита занимают районы, когда-то известные как Париан. Часть земли бывшего Париана теперь занята Метрополитен-театром Манилы.
На карте Манилы, опубликованной в 1671 году Генеральным архивом Индий, вся территория к северо-востоку между стенами Интрамуроса и рекой Пасиг охватывала Париан.